# Мельхіор де Гондекутер
Мельхіор де Гондекутер (нід. Melchior de Hondecoeter, 1636,Утрехт — 3 квітня 1695) — нідерландський художник-анімаліст. Мав прізвисько «Пташиний Рафаель».

## Життєпис
Походив з родини художника Гісберта де Гондекутера. Спочатку навчався малюванню у батька. Після смерті останнього 1653 року — у дядька Яна Батиста Венікса.
1659 року переїздить до Гааги. У жовтні того ж року він стає членом місцевої гільдії художників, а з 1662  — її головою. У 1663 році перебирається до Амстердаму, де одружується того ж року. Мав сина та доньку Ізабель.
У 1668 році набуває громадянства міста Амстердаму. Тут отримує численні замовлення від штатгальтера Вільгельма Оранського, голландської знаті, багатих бюргерів. Втім наприкінці життя втратив популярність, його відтіснили від замовлень інші художники. Помер художник у злиднях 1695 року.

## Творчість
Один з провідних представників голландського анімалістичного жанру. Зазнав впливу майстрів фламандського натюрморту XVII століття. З його доробку натепер відомо про 50 картин.

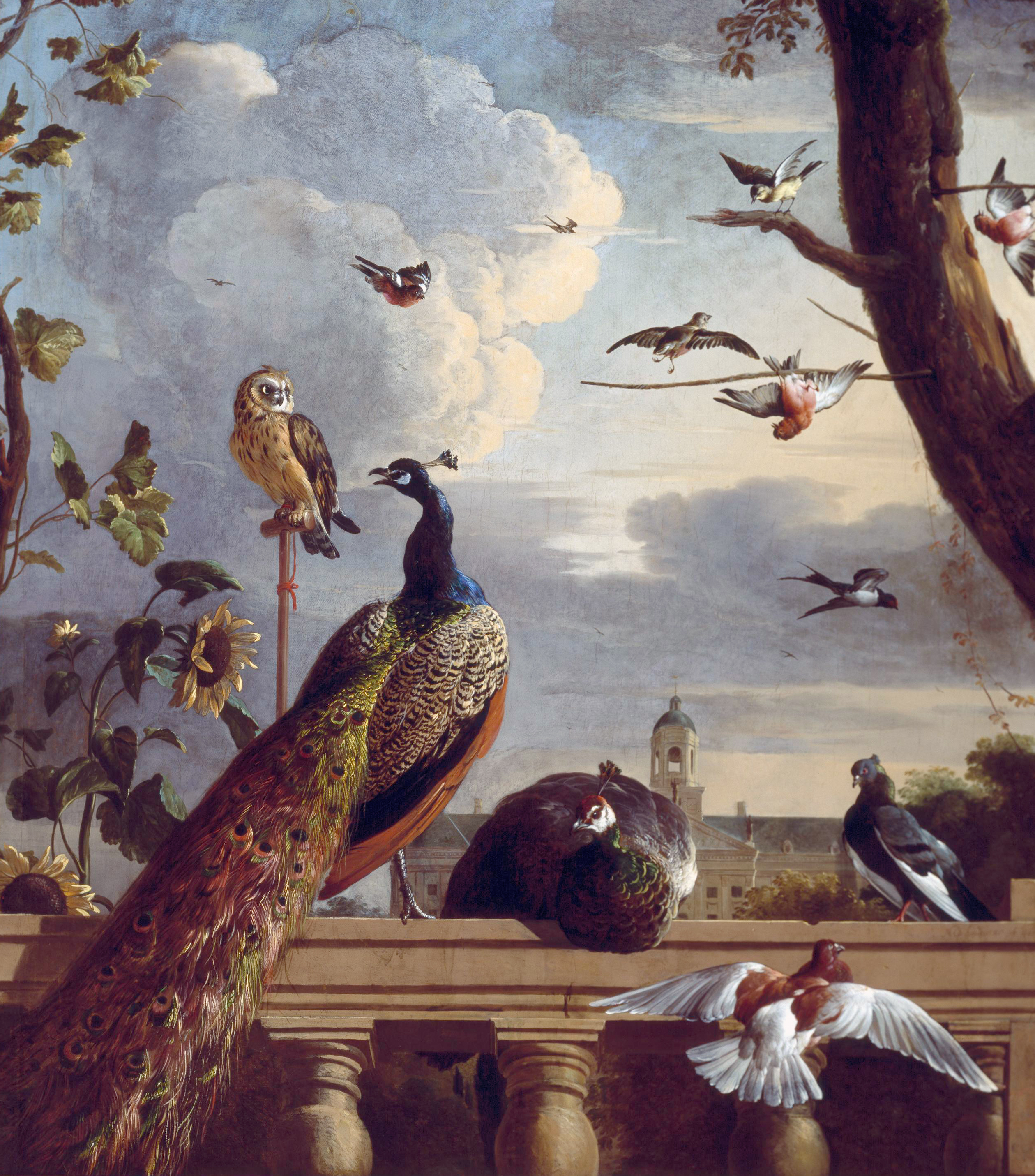
«Птахи біля балюстради». 1670 рік

Уславився своїми «пташиними дворами» — великоформатними картинами, що зображали в мирному сусідстві або у суперництві всілякі види домашніх, диких або екзотично-декоративних птахів («Птахи в парку», «Домашні птахи»). Художник також малював натюрморти з битою дичиною («Мисливські трофеї», 1682 рік).
Найкращі твори Гондекутера часто мають алегорично-моралізуючий підтекст, відрізняються бароковою примхливістю композиційних рішень, ошатною декоративністю колориту.